# Huyết bằng

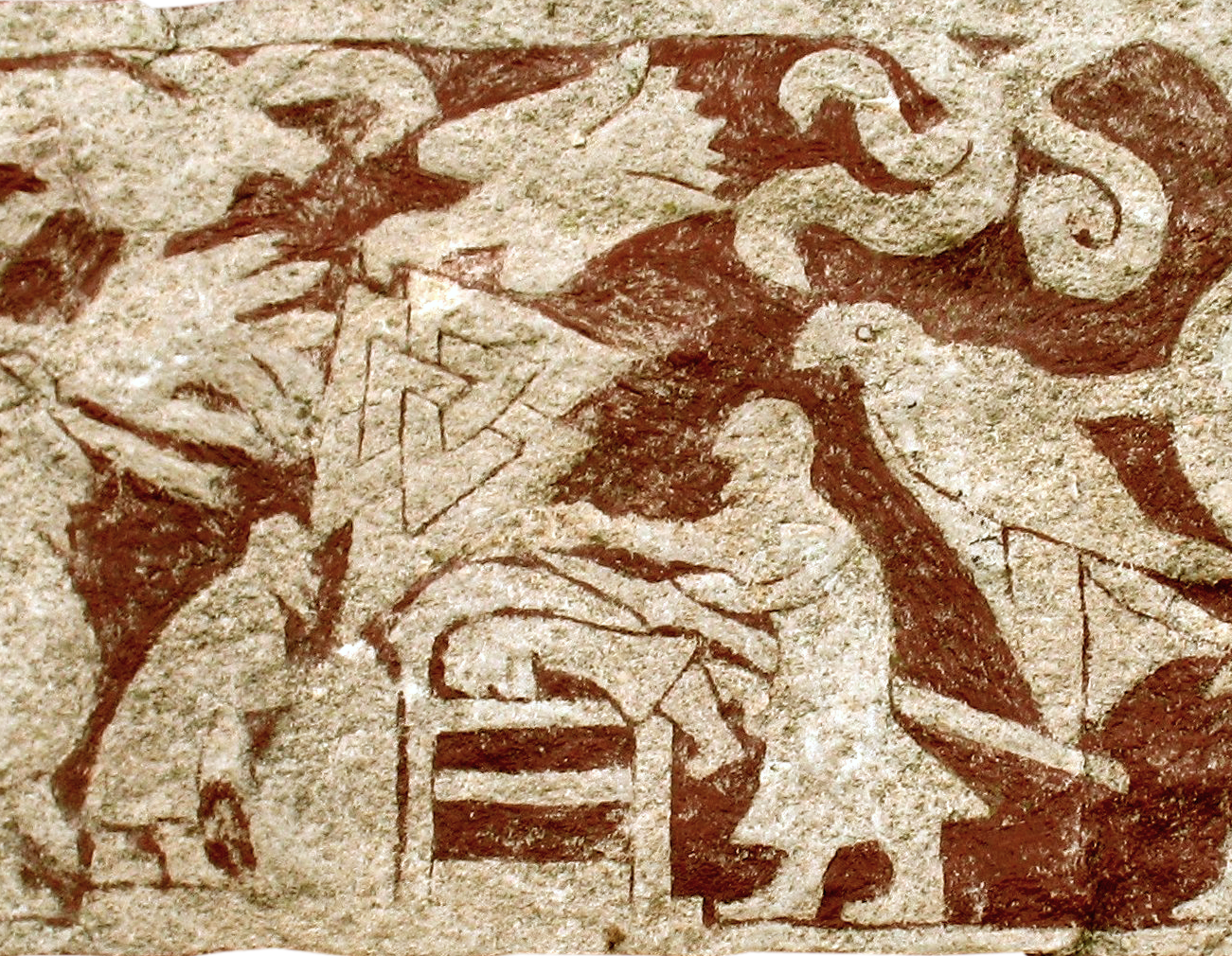
Chi tiết từ Stora Hammars I, Thụy Điển cho thấy một người đàn ông nằm sấp với một người khác dùng vũ khí rạch trên lưng. Lưu ý biểu tượng Valknut hình tam giác ở trên, được lý thuyết hóa để biểu thị

Huyết bằng (tiếng Anh: blood eagle) là một phương pháp thực hiện nghi lễ, được trình bày chi tiết trong thơ skald muộn. Theo hai trường hợp được đề cập trong Sagas, các nạn nhân (trong cả hai trường hợp là thành viên của các gia đình hoàng gia/quý tộc) được đặt trong tư thế nằm sấp, xương sườn của họ bị cắt rời khỏi cột sống bằng một công cụ sắc nhọn như dao, và phổi của họ bị xé toạc ra khắp phần xương sường để tạo ra một "đôi cánh". Đến nay, thế giới vẫn tiếp tục tranh luận về việc liệu nghi thức này là một phát minh văn học, một bản dịch sai các văn bản cũ gốc, hay một sự việc có thật trong lịch sử.

## Một số người tiêu biểu bị tra tấn
Nghi thức tra tấn huyết bằng chỉ xuất hiện trong hai trường hợp, trong văn học Bắc Âu, và các tài liệu tham khảo xiên mà một số người hiểu là đề cập đến cùng một tập tục. Các phiên bản chính có những điểm chung nhất định: nạn nhân đều là quý tộc (Halfdan Haaleg là hoàng tử; Ælla nước Northumbria là vua), và cả hai vụ hành quyết đều là để trả thù cho việc giết cha.